# Vencedores do Prêmio Brasil Olímpico de 2009
A edição 2009 do Prêmio Brasil Olímpico foi realizada em 21 de dezembro no Ginásio do Maracanãzinho, no Rio de Janeiro. Foram premiados os melhores atletas de cada modalidade e também atletas que se destacaram nos Jogos Universitários Brasileiros e nos Jogos Escolares Brasileiros, além de técnicos e personalidades do mundo esportivo do país.

## Vencedores por modalidade
Foram premiados atletas de 42 modalidades:
| - Atletismo: Fabiana Murer - Badminton: Daniel Vasconcellos Paiola - Basquetebol: Anderson Varejão - Boxe: Everton dos Santos Lopes - Canoagem slalom: Poliana Aparecida de Paula - Canoagem velocidade: Nivalter Santos de Jesus - Ciclismo BMX: Renato Rezende - Ciclismo estrada: Murilo Fischer - Ciclismo mountain bike: Edivando de Souza Cruz - Ciclismo pista: Marcos Christian Novello - Desportos na neve: Maya Harrison - Desportos no gelo: Kevin Bettencourt Alves - Esgrima: Cleia Guilhon - Futebol: Marta Vieira da Silva - Futsal: Tiago de Melo Marinho - Ginástica artística: Diego Hypólito - Ginástica rítmica: Ana Paula Scheffer - Ginástica trampolim: Taissa Paraíso Garcia - Handebol: Jaqueline Anastácio - Hipismo adestramento: Luiza Novaes Tavares de Almeida - Hipismo CCE: Serguei Fofanoff | - Hipismo saltos: Rodrigo Pessoa - Hóquei sobre grama: Djeniffer Dombrowicz Vasques - Judô: Sarah Menezes - Levantamento de peso: Rosane dos Reis Santos - Lutas: Laís Nunes de Oliveira - Maratona aquática: Poliana Okimoto - Natação sincronizada: Nayara Figueira - Natação: César Cielo - Pentatlo moderno: Yane Marques - Pólo aquático: Marina Canetti - Remo: Ailson Eráclito da Silva - Saltos ornamentais: César Castro - Taekwondo: Natália Falavigna - Tênis: Thomaz Bellucci - Tênis de mesa: Thiago Monteiro - Tiro com arco: Brunna Hellen Araújo - Tiro esportivo: Ana Luiza Ferrão - Triatlo: Reinaldo Colucci - Vela: Torben Grael - Voleibol: Fabiana Claudino - Voleibol de praia: Harley Marques Silva |

## Outros prêmios

### Melhores técnicos
Quatro treinadores foram premiados:
- Renato Araújo (ginástica artística)
- Ricardo Cintra (maratona aquática)
- Brett Hawke (natação)
- Walquíria Campelo (esportes paraolímpicos)

### Atletas paraolímpicos
Os atletas vencedores foram indicados pelo Comitê Paraolímpico Brasileiro:
- Masculino: Daniel Dias (natação)
- Feminino: Josiane Lima (remo)

### Jogos Escolares Brasileiros
Foram premiados atletas em duas categorias:
- 12 a 14 anos: Carolina Bilich (natação) e Hugo Calderano (tênis de mesa)
- 15 a 17 anos: Carolina Bergamaschi (natação) e Willian Braido (atletismo)

### Jogos Universitários Brasileiros
Os dois premiados, indicados pela Confederação Brasileira do Desporto Universitário, foram os medalhistas de ouro do país na Universíada de Verão de 2009:
- Masculino: Natália Falavigna (taekwondo)
- Feminino: Diogo Silva (taekwondo)

### Troféu Adhemar Ferreira da Silva
Este troféu homenageia um ex-atleta do país. O vencedor de 2009 foi o campeão olímpico Joaquim Cruz.

### Personalidade Olímpica
A honraria especial da cerimônia foi concedida ao presidente Luiz Inácio Lula da Silva, pelo seu empenho durante o processo de candidatura do Rio de Janeiro para os Jogos Olímpicos de Verão de 2016. Também receberam homenagens o ministro do Esporte Orlando Silva Júnior, o governador Sérgio Cabral Filho e o prefeito Eduardo Paes.

## Melhores atletas do ano
Os vencedores foram escolhidos em votação popular pela internet:
- Masculino: César Augusto Cielo Filho
- Feminino: Sarah Menezes